# Jeanne Garnier

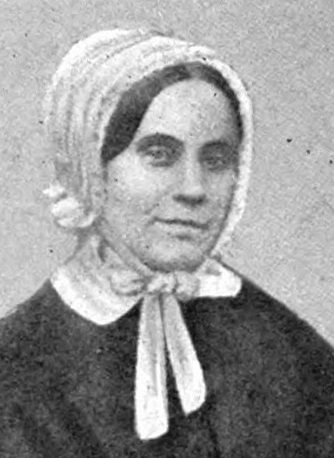
Jeanne Garnier

Jeanne Garnier (* 15. Juni 1811 in Lyon; † 28. Dezember 1853 ebenda) war eine französische römisch-katholische Wohltäterin. Sie gründete 1842 die Vereinigung der Dames du Calvaire (Kalvarienbergdamen), die als Vorläuferin der Palliativpflege und des Hospizwesens gilt.

## Leben und Werk
Jeanne-Françoise Chabod wurde 1811 in der Kirche Saint Bonaventure in Lyon getauft. Sie wuchs in Lyon auf, ab 1821 im Internat der Salesianerinnen. Da sie sich übermütig und zu Streichen aufgelegt zeigte, musste sie das Internat im Alter von 14 Jahren verlassen und kehrte in die Familie zurück. 1832 heiratete sie den Eisenwarenhändler Jean-Étienne Garnier und brachte zwei Kinder zur Welt, die bei einer Amme aufwuchsen. Im September 1835 verlor sie fast gleichzeitig Ehemann und beide Kinder und war dem Selbstmord nahe. 
In den folgenden 6 Jahren wandte sie sich der Religion zu, verzichtete auf eine Wiederverheiratung und sah sich als „épouse de Dieu“ (Braut Gottes). Sie kümmerte sich um die Armen und Kranken der Pfarrei und gründete am 8. Dezember 1842 mit zwei gleichgesinnten Frauen das Werk der Frauen vom Kalvarienberg, französisch: Oeuvre des Dames du Calvaire (seit 1920 staatlich anerkannter Verein), heute Association des Dames du Calvaire (ADC), zur Aufnahme und Pflege unheilbarer Frauen, denen die Spitäler verschlossen waren. Anfänglich Sekretärin, war sie ab 1850 Generaloberin. Der Ort ihres Wirkens war ab 1852 auf dem Hügel Fourvière (heute Hôpital de Fourvière, Zentrum für Gerontologie). 1853 starb sie im Alter von 42 Jahren an Erschöpfung.
Das Werk breitete sich über mehrere französische Großstädte aus. Am bekanntesten wurde die 1874 von Aurélie Jousset gegründete Pariser Niederlassung, die seit 1971 den Namen Maison médicale Jeanne Garnier trägt und als Zentrum der französischen Palliativmedizin gilt. Alle Häuser (Lyon, Paris, Bordeaux, Saint-Étienne, Marseille) wurden in der Fédération des Etablissements Jeanne Garnier zusammengeschlossen und gaben sich 1999 eine gemeinsame Satzung. Seit 1899 besteht in New York City (Bronx) das Calvary Hospital.